# Bugie (Lucio Dalla)
Bugie è il dodicesimo album del cantautore italiano Lucio Dalla, pubblicato all'inizio del 1986 dalla Pressing. Conquisterà il disco di platino e giungerà quinto nella classifica dell'anno.

## Tracce
Testi e musiche di Lucio Dalla, eccetto dove indicato.
1. Se io fossi un angelo – 4:58 (Dalla, Roberto Costa)
2. Soli io e te – 5:22
3. «Luk» – 5:07
4. Tania del circo – 4:31
5. Scusami tanto ma ho solo te – 5:30
6. Chissà se lo sai – 4:03 (Dalla, Ron)
7. Ribot – 3:53
8. Navigando – 4:38 (Dalla, Bruno Mariani, Giovanni Pezzoli, Robert Sidoli, Roberto Costa, Ron)

## Formazione
- Lucio Dalla – voce e cori, tastiere e sax
- Ron – tastiere e cori, pianoforte e chitarra acustica
- Bruno Mariani – chitarra elettrica ed acustica
- Roberto Costa – tastiere e cori, basso e contrabbasso
- Robert Sidoli – programmazione Kurzweil
- Franco D'Andrea – pianoforte in "Tania del circo"
- Giovanni Pezzoli – batteria
- Luca Bignardi – tastiere e programmazione
- Mauro Malavasi – tromba
- Renzo Meneghinello, Angela Baraldi, Fawzia Selama, Ambrogio Lo Giudice, Gaetano Curreri – cori